# Longitudinális hullám

Longitudinális síkhullám

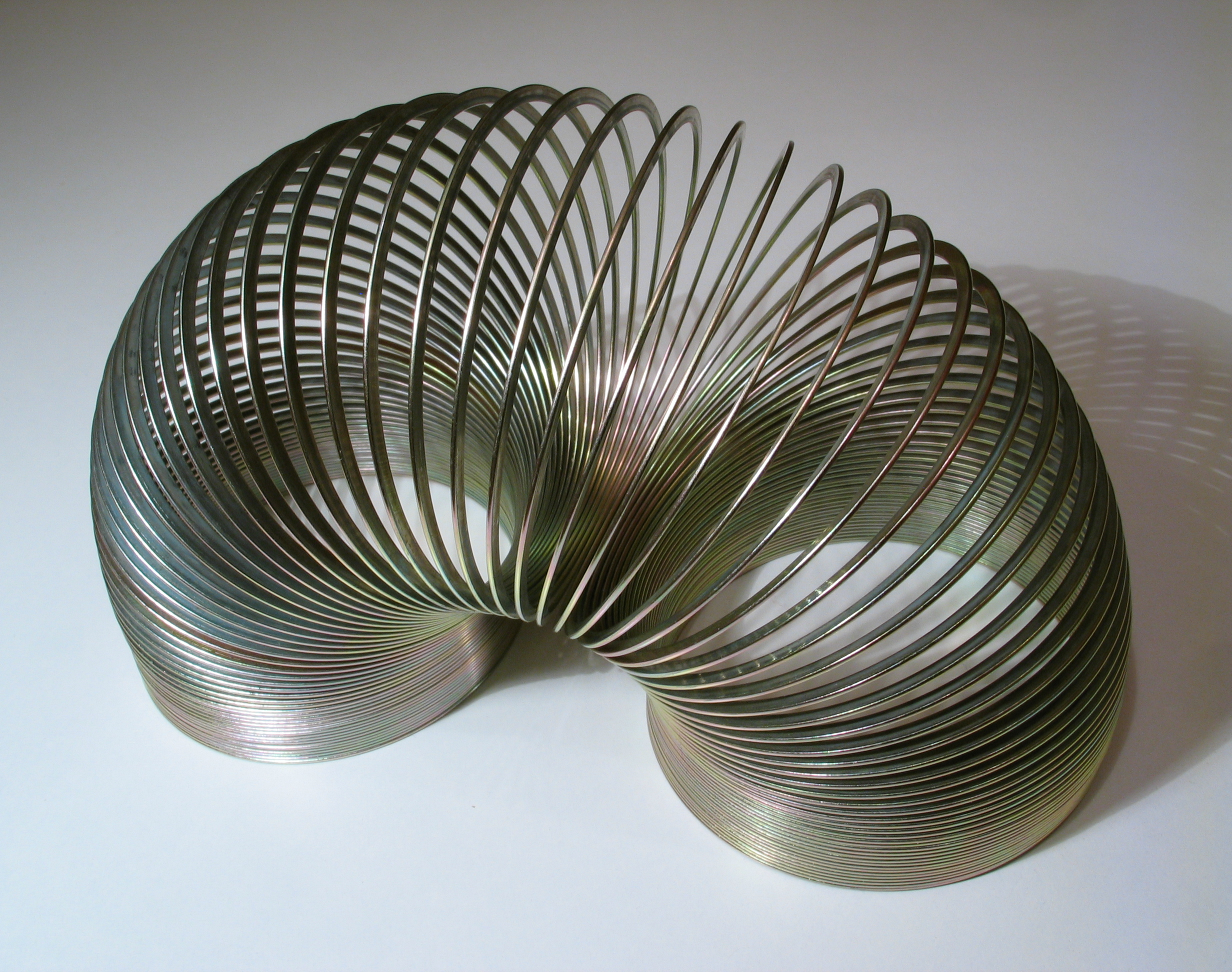
Lépegető rugó fémből

A longitudinális hullám olyan hullám, mely a haladási irányával párhuzamosan kelt rezgéseket. A mechanikus longitudinális hullámokat kompressziós hullámoknak is nevezzük, mivel sűrűsödést és ritkulást okoz, amint keresztülhalad a közegen. 
A másik fő hullámtípus a transzverzális hullám, mely a haladási irányára merőlegesen kelt rezgéseket. 
Longitudinális hullámok például a hanghullámok és a szeizmikus hullámok (földrengések, robbanások). A lépegető rugó, ahol a tekercskarikák közti távolság nő és csökken, jó vizualizáció a jelenségre.
A hullámmozgást végző részecskék mozgását a szomszédságukban levő részecskék által kifejtett erő okozza. A részecskék a mozgás során csak rezgésbe jönnek, egyensúlyi helyüket nem változtatják meg. A hullám terjedéséhez idő szükséges, a hullámkeltés helyétől távol levő részecskék csak bizonyos idő elteltével jönnek rezgésbe, a hullámmozgásokra jellemző a terjedési sebesség. A longitudinális hullám egy adott közegben gyorsabban terjed, mint a transzverzális hullám.
Longitudinális hullám mindenféle halmazállapotú közegben létrejöhet. Nem terjedhet közeg nélkül. Ezen hullámoknál sűrűsödések és ritkulások váltják egymást (transzverzális hullámoknál hullámhegyek és hullámvölgyek). Az ilyen hullám nem polarizálható.